# Bystrzyk czerwony
Bystrzyk czerwony, czerwona tetra, bystrzyk z Rio (Hyphessobrycon flammeus) – gatunek słodkowodnej ryby kąsaczokształtnej z rodziny kąsaczowatych (Characidae). Ze względu na nieduże wymagania i żywy temperament często trzymana w akwariach.

## Występowanie
Okolice Rio de Janeiro, Brazylia.

## Charakterystyka
Dymorfizm płciowy: Samiec ma czarną obwódkę na płetwie odbytowej. Samica smuklejsza i bledsza. Dorasta do 4,5 cm długości.

## Warunki w akwarium
| Zalecane warunki w akwarium | Zalecane warunki w akwarium                                                                  |
| --------------------------- | -------------------------------------------------------------------------------------------- |
| Zbiornik                    | średniej wielkości, gęsto obsadzony roślinnością, z ciemnym podłożem                         |
| Temperatura wody            | 20–26 °C                                                                                     |
| Twardość wody               | miękka do twardej, 2–20°n, regularnie odświeżana, z dobrą filtracją                          |
| Skala pH                    | 6–7,5                                                                                        |
| Pokarm                      | ryba wszystkożerna, chętnie przyjmuje żywe i mrożone larwy owadów, jak również pokarmy suche |